# Kamionka (powiat gnieźnieński)
Kamionka – wieś w Polsce położona w województwie wielkopolskim, w powiecie gnieźnieńskim, w gminie Witkowo.
W latach 1975–1998 miejscowość należała administracyjnie do województwa konińskiego.

## Położenie
Wieś położona w pobliżu jezior Pojezierza Gnieźnieńskiego. W odległości 4 km znajduje się największy ośrodek wypoczynkowo-wczasowy w Wielkopolsce - Skorzęcin. Ponadto w pobliżu znajdują się: Chłądowo, Ćwierdzin, Sokołowo Wiekowo.

## Zabytki

### Grota Najświętszej Maryi Panny z Lourdes w Kamionce
Grota Najświętszej Maryi Panny z Lourdes w Kamionce powstała z inicjatywy Teofila Robaszkiewicza w roku 1934. W grocie umieszczone są rzeźby z wizerunkami Matki Bożej z Lourdes oraz Bernadety Soubirous z roku 1933.

#### Historia
Teofil Robaszkiewicz podczas odbywania zasadniczej służby wojskowej został wcielony w roku 1917 w szeregi Armii Hallera, u boku której walczył we Francji w czasie I wojny światowej. Pewnego dnia w trakcie służby odwiedził Lourdes. Kilka dni po tych odwiedzinach ucierpiał w zmaganiach wojennych, po których życie żołnierza było w dużym zagrożeniu śmierci. Teofilowi udało się jednak przeżyć wojnę i wrócić do Ojczyzny w roku 1919. Swoje ocalenie zawdzięczał NMP z Lourdes, dlatego na jej cześć postanowił zbudować replikę groty Matki Bożej z Lourdes. Do akcji tej przyłączyła się także miejscowa ludność.
Po kilku latach zmagań z budową w roku 1934 jako votum wdzięczności za ocalenia życia podczas I wojny światowej Grota NMP z Lourdes stanęła na rozdrożu dróg łączących Witkowo z Orchowem i Trzemesznem. W grocie zostały umieszczone 2 rzeźby. Jedna z wizerunkami Matki Bożej z Lourdes, a druga z wizerunkiem 14-letniej Bernadety Soubirous.
W roku 1939 podczas napaści hitlerowskich Niemiec na Polskę ukryto rzeźby z groty, aby uchronić je przed zniszczeniem. Do roku 1945 Figura NMP oraz małej Bernadety były zakopane w starej szafie w stodole Państwa Robaszkiewiczów, a o miejscu ukrycia wiedziała tylko najbliższa rodzina. Po zakończeniu II wojny światowej rzeźby powróciły na dawne miejsca. Stoją tam do dziś. Odrestaurowane w roku 2009.

#### Grota
- Grota z kamieni

wysokość: ok. 4 metrów 

wygląd: Grota zbudowana jest z setek kamieni, z czego najcięższy waży ok. 1,5 tony, a najlżejszy ok. 20 kilogramów.
- Figura Matki Bożej z Lourdes

wysokość: 1,3 metra 

wygląd: Figura przedstawia wizerunek Najświętszej Maryi Panny ubranej w biało-niebieskie szaty. Postać stoi na kamieniu, przez rękę przewieszony ma różaniec, a wzrok skierowany w niebo. Stopy postaci uwieńczone są różami.
- Figura Bernadety Soubirous

wysokość: 75 centymetrów 

wygląd: Figura przedstawia wizerunek 14-letniej Bernadety Soubirous ubranej w biało-czerwone szaty. Postać dziewczynki klęczy na kamieniu, w złożonych dłoniach trzyma różaniec, a wzrok skierowany ma na postać NMP.
- Betonowa tabliczka z napisem: Maryjo nadziejo nasza - módl się za nami umieszczona tuż pod postacią NMP.

- Marmurowa tablica na której widnieje napis:

Panu Bogu i Jego Matce,
z wdzięczności za ocalenia życia
w czasie I wojny światowej
grotę tę w 1934 roku postawił
Teofil Robaszkiewicz
 Tablicę tę w 2007 roku ufundował syn Teofil

- wiatrak koźlak z XIX wieku
- grodzisko wczesnośredniowieczne